# Mimops orientalis
Mimops orientalis – gatunek wija z gromady pareczników. Jedyny z monotypowej rodziny Mimopidae.
Gatunek i rodzaj opisane zostały w 1903 roku przez Karla Kraepelina i zaliczone do Cryptopidae. W 1914 roku Ralph Vary Chamberlin opisał nowy gatunek z rodzaju Mimops, pochodzący z Brazylii: M. occidentalis. Badania okazów typowych przeprowadzone przez Johna G.E. Lewisa pozwoliły mu w 2006 na wyłączenie rodzaju Mimops do własnej rodziny Mimopidae, jako monotypowego. M. occidentalis okazał się natomiast młodocianym stadium Scolopendridae, zbyt niedojrzałym by przyporządkować je do rodzaju.
Spośród skolopendrokształtnych gatunek ten wyróżnia się obecnością pojedynczego oka po każdej stronie płytki głowowej, pozbawionymi ząbków coxosterna szczękonóży i licznymi, małymi kolcami pokrywającymi ostatnią parę odnóży i segment ciała na którym jest osadzana. Liczba odnóży wynosi 21 par.
Wij znany wyłącznie z Chin.